# Saint Ratian
Saint Ratian est un saint de Bretagne. Il se fête le 10 janvier.

## Hagiographie
Disciple de saint Guénolé, saint Ratian aurait protégé Elliant, Tourc'h, Langolen et les localités avoisinantes lors d'une épidémie de peste. Un chant du Barzaz Breiz transcrit par Théodore Hersart de La Villemarqué, mais qui daterait du VIe siècle l'évoque  :
La peste d'Elliant

Entre Langolen et Le Faouët

Habite un saint barde

Qu'on appelle Père Raslan
Malo-Joseph de Garaby décrit en détail la vie de saint Ratian dans son livre publié en 1839 : la vie des bienheureux et des saints de Bretagne, pour tous les jours de l'année.

« Ratian. Ermite. Le ciel suscita, dans le cinquième siècle, ce vertueux Armoricain pour nous guider par son exemple dans les voies du salut.
Ratian, aussi nommé Ratiau, est un modèle de cette charité dont la pratique est l'accomplissement de toute la loi.
Il aima Dieu plus que toute chose. Pour lui plaire, il employa utilement toutes les années de sa vie. Il acquit des connaissances et des vertus. Il suivit sa vocation, sans écouter la chair et le sang. Il se consacra à Dieu s'attacha sans cesse à lui gagner des cœurs. Prières, instructions, exemples, il réunit tout ce qui pouvait faire persévérer les bons et convertir les méchants. Brûlant du désir d être tout occupé de Dieu, il obtint de quitter l'abbaye de Landévennec où il était fervent religieux, pour s'ensevelir dans la solitude. Là, rival des anges, il passait ses jours à aimer, à prier, à bénir le Seigneur. Toute son âme était continuellement au ciel.
Il aima son prochain comme Jésus Christ nous aime. Il porta sa tendresse pour les hommes jusqu au dévouement le plus complet. Non content d'éclairer, d'édifier et de consoler, il usait de tout son pouvoir auprès de l'Eternel afin d'en obtenir d'innombrables bienfaits pour tout le monde. De son ermitage au lieu nommé Pleturch, il attirait par ses vœux et par ses mé rites une foule de grâces inappréciables pour les hommes. Dans une circonstance critique, où tant d'autres ne songeaient qu'à leurs propres périls, Ratian offrit sa vie pour sauver tous ceux qui étaient menacés. Une cruelle contagion désolait la Bretagne et semblait vouloir la convertir eu désert.
Mon Dieu, s'écria le généreux Ratian, souvenez-vous de vos miséricordes ; ou, s'il faut une victime frappez : me voici prêt à mourir pour mes frères. Le Seigneur, content de ce charitable désir, épargna celui qui le formait et tous les habitants du voisinage. Heureux les peuples qui possèdent un juste au milieu d'eux ! C'est un rempart contre les coups du malheur et un puissant avocat auprès de celui qui est la Source de tous les biens.
Ratian eut pour lui-même une charité bien ordonnée. Il soumit son corps à son âme, et son âme à Dieu. Il travailla sans cesse à pratiquer cette recommandation puissante : Soyez parfaits, comme votre Père céleste est parfait. Le disciple de saint Guénolé sut aller au bonheur en faisant des heureux.
Malo-Joseph de Garaby »

— Vie des bienheureux et des saints de Bretagne, pour tous les jours de l'année, 1839,